# Szőrös karcsúacsa
A szőrös karcsúacsa (Brachytron pratense) dús vegetációjú, kisebb tavakban élő, európai előfordulású szitakötőfaj.
Nemének egyetlen faja.
Magyarországon nem védett.

## Előfordulása
Dél-Európa és Észak-Skandinávia kivételével egész Európában megtalálható, egészen az Urálig. Kisebb, szigetszerű populációi megtalálhatóak Anatóliában, Iránban és Grúziában is. Elterjedésének északi határát a Skóciától Dél-Finnországig terjedő vonal alkotja. A mediterrán régiókból gyakorlatilag hiányzik, bár Észak-Olaszországban és Korzikán előfordul. Magyarországon országszerte előfordul.

## Megjelenése

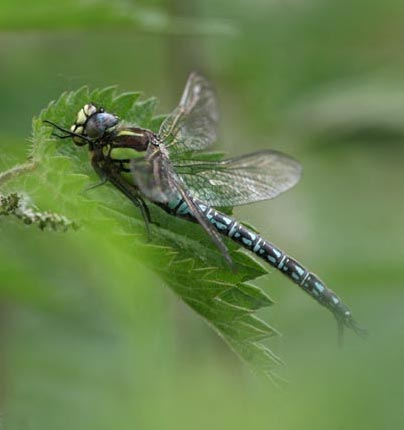
Hím oldalnézetben

A szőrös karcsúacsa testhossza 54–63 mm között lehet. Mindkét nem esetében a tor láthatóan szőrös (erről kapta a faj a nevét), szárnyjegye keskeny és hosszú, színe barna. A hím tora feketén és halványzölden csíkozott, felülről két széles zöld sáv látható rajta. Potroha felülnézetben fekete, amin szelvényenként két-két ovális kék folt található. Oldalt is valamivel nagyobb kék foltok sorakoznak rajta. Szemei kékek.
A nőstény torának felső része barna, szemei is barnák és potrohán ugyanaz a mintázat látható, mint a hím esetében, csak fekete alapon sárga színezetben.
Hímje a kolokán karcsúacsával téveszthető össze, de az csak a nyár második felétől repül, amikor a szőrös karcsúacsával már nem lehet találkozni.

## Életmódja

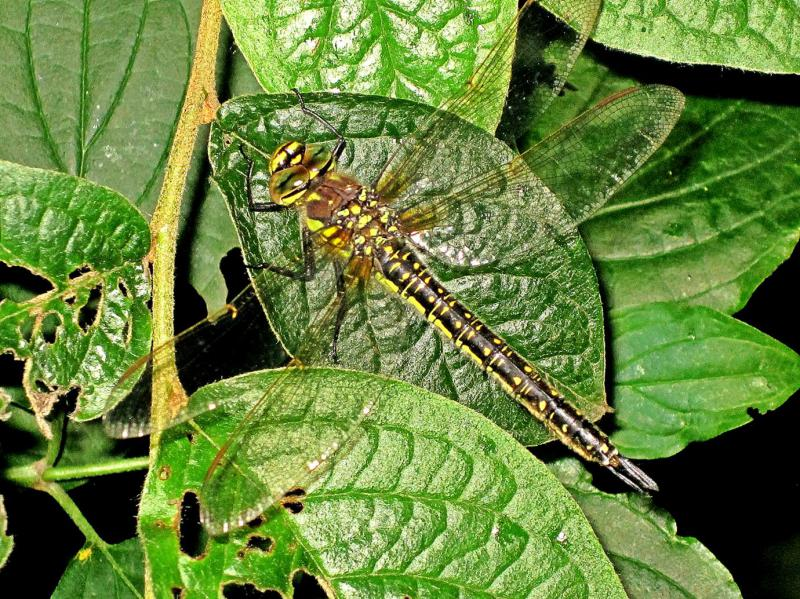
Nőstény szőrös karcsúacsa

Két-három évig fejlődő lárvája dús növényzetű, kisebb tavacskákban, lápokban, holtágakban, vagy egyéb lassú mozgású vagy állóvizekben él; lehetőleg ahol a parton nádas vagy bozótos található. Azon kevés szitakötőfaj egyike, amely tolerálja a félig sós brakkvizet; északon a Balti-tenger alig sós partvidéki vizeiben is megél. Az imágó április közepétől július elejéig repül, de csúcsidőszaka május-júniusban van. Erdőszéleken, tisztásokon vadásznak. Párzási időszakban a hím a parti vegetációhoz közel, a víz fölött röpködve keresi a nőstényeket. A nőstény megtermékenyített petéit egyesével helyezi el a vízinövények elpusztult, korhadó részeibe.